# Aufgang (Dusapin)
Aufgang (« Élévation », « lever » en allemand) est une œuvre du compositeur français Pascal Dusapin composée en 2011.

## Historique
Pascal Dusapin commence à écrire Aufgang en 2008, sur une commande de Pierre Bergé, de la Westdeutscher Rundfunk, de la fondation de la Suisse romande et de Holland Festival. Mais c'est après avoir rencontré le violoniste Renaud Capuçon qu'il reprend sa partition, qu'il termine en octobre 2011. 
L'œuvre a pu être vue comme une lutte entre la lumière naissante (le violon) et les ténèbres menaçantes (orchestre). Le compositeur lui-même a confié : « C'est comme une aube et un coucher de soleil au même instant. […] Tout au long de la composition, la mêlée entre l'obscurcissement et l'éblouissement se trouva devenir le principe moteur de cette partition. […] l'image la plus proche de mon intention reste celle d'une levée de lumière (Aufgang des Lichts) ».
L'œuvre est créée le 8 mars 2013 à Cologne par son dédicataire Renaud Capuçon avec l'orchestre symphonique de la WDR de Cologne dirigé par Jukka-Pekka Saraste.
Le concerto est structuré en trois mouvements, et selon son auteur, « se déroule selon une ordonnance classique et progresse par la dynamique de masses sonores aux tonalités contrastées qui innervent l'œuvre […]. »
Son exécution dure entre trente et trente-six minutes.

## Discographie
- Renaud Capuçon et l'orchestre philharmonique de Radio France dirigé par Myung-Whun Chung, 2015 Erato.
- Carolin Widmann et l'orchestre national des Pays de la Loire dirigé par Pascal Rophé, 2017, BIS Records.
- Milan Paľa et l'orchestre philharmonique slovaque, dirigé par Marián Lejava, 2022, Pavlik records[3].